# David Kevjishvili
David Kevjishvili (en georgiano: დავით ქევხიშვილი, 5 de enero de 1983) es un deportista georgiano que compitió en judo. Ganó cinco medallas en el Campeonato Europeo de Judo entre los años 2002 y 2008.

## Palmarés internacional
| Campeonato Europeo | Campeonato Europeo      | Campeonato Europeo | Campeonato Europeo |
| Año                | Lugar                   | Medalla            | Categoría          |
| ------------------ | ----------------------- | ------------------ | ------------------ |
| 2002               | Maribor (Eslovenia)     | Medalla de plata   | –73 kg             |
| 2004               | Bucarest (Rumania)      | Medalla de bronce  | –73 kg             |
| 2005               | Róterdam (Países Bajos) | Medalla de bronce  | –73 kg             |
| 2007               | Belgrado (Serbia)       | Medalla de plata   | –73 kg             |
| 2008               | Lisboa (Portugal)       | Medalla de bronce  | –73 kg             |